# 권전
권전(權專, 1371년 ~ 1441년 음력 윤11월 18일)은 조선의 문신이다. 문종의 장인이자 단종의 외조부로, 문종비 현덕왕후의 아버지이다.

## 생애
본관은 안동으로 부정공파의 후손이며, 1371년(공민왕 20년) 한성부윤을 지낸 권백종(權伯宗)의 아들로 태어났다.
태종 때 경력을 지냈으며, 지가산군사로 있던 1431년(세종 13년) 음력 1월 19일 그의 딸이 왕세자(문종)의 후궁으로 선발되면서 관직이 사재부정으로 오르고 곡식을 하사받았다. 이후 호조 참의, 공조 참판, 판한성부사 등 중앙의 여러 관직을 역임하였다.
이후 세자빈으로 있던 휘빈 김씨와 순빈 봉씨가 갖은 추문으로 인해 폐출되면서, 1436년(세종 18년) 음력 12월 28일 양원으로 있던 그의 딸이 세자빈이 되었다. 그러나 세자빈 권씨는 1441년(세종 23년) 음력 7월 24일 원손(단종)을 낳고 사망하였다. 그리고 권전도 이 해를 넘기지 못하고 음력 윤11월 18일 향년 71세를 일기로 사망하였다. 사망 후 그에게는 경혜(景惠)의 시호가 내려졌다.
한편 단종 때 세자빈 권씨가 왕후로 추봉되면서 권전에게도 영의정 및 부원군이 추증되었으나, 그의 아들인 권자신이 단종 복위운동에 가담했다가 처형되면서 그의 관작도 모두 삭탈되었다. 이 때 삭탈된 그의 관작은 250여 년이 지난 1718년(숙종 44년)에나 복구되어 화산부원군(花山府院君)에 추증되고, 정조 때에는 경상도 지역의 유생들의 청원에 의해 그 묘가 정비되고, 사당이 세워졌다.

## 민간 신앙
권전은 강원특별자치도 홍천군 내면 및 강릉시 연곡면 일대에서 마을의 신령으로 모셔지고 있다. 민간신앙에 의하면 권전의 출생지가 연곡면이고, 후에 내면으로 이주했다고 한다. 여기에는 단종복위운동이 관련되어 있다고도 하고, 칡을 소멸시켰다는 것에 따라 생업상의 필요를 이유로 신령으로 모셔졌다고도 한다.

## 가족 관계
- 조부 : 권정중 (權正中)
  - 아버지 : 권백종 (權伯宗)
  - 장인 : 해주 최씨 최용(崔鄘)
  - 장모 : 충주 지씨(忠州 池氏) 충원부원군 지용기(池湧奇)의 딸
    - 부인 : 부부인 최아지 (府夫人 崔阿只[14], ? ~ 1456년)
      - 딸 : 현덕왕후 (顯德王后, 1418년 ~ 1441년)
      - 사위 : 조선 제5대 왕 문종 (文宗, 1414년 ~ 1452년, 재위 : 1450년 ~ 1452년)
        - 외손녀 : 경혜공주 (敬惠公主, 1436년 ~ 1473년)
        - 외손자 : 조선 제6대 왕 단종 (端宗, 1441년 ~ 1457년, 재위 : 1452년 ~ 1455년)

      - 아들 : 권자신 (權自愼, ? ~ 1456년)
      - 딸 : 김영명(金永命)에게 출가
      - 딸 : 조청노(趙淸老)에게 출가
      - 딸 : 권산해(權山海)에게 출가
      - 딸 : 윤영손(尹令孫)에게 출가